# Соколівка (гміна, Косівський повіт)
Ґміна Соколувка — адміністративна субодиниця Косівського повіту Станіславського воєводства. Утворена 1 серпня 1934 року згідно з розпорядженням Міністерства внутрішніх справ РП від 21 липня 1934 за підписом міністра Мар'яна Зиндрама-Косьцялковського під час адміністративної реформи. Село Соколівка стало центром сільської ґміни Соколувка. Ґміна утворена з попередніх самоврядних сільських гмін Бабін, Город, Яворув, Річка, Соколувка.
У 1934 р. територія ґміни становила 148,08 км². Населення ґміни станом на 1931 рік становило 10 142 особи. Налічувалось 2 290 житлових будинків.
Ґміна ліквідована в 1940 р. у зв’язку з утворенням району.